# Trichaphodius foveiventris
Trichaphodius foveiventris är en skalbaggsart som beskrevs av Achille Raffray 1877. Trichaphodius foveiventris ingår i släktet Trichaphodius och familjen Aphodiidae. Inga underarter finns listade i Catalogue of Life.